# Imma lacessens
Imma lacessens är en fjärilsart som beskrevs av Diakonoff 1952. Imma lacessens ingår i släktet Imma och familjen Immidae. Inga underarter finns listade i Catalogue of Life.